# Catherine Scott
Catherine Scott-Pomales (Clarendon, 27 agosto 1973) è un'ex ostacolista e velocista giamaicana, specializzata nei 400 metri piani e nei 400 metri ostacoli.
In carriera è stata campionessa mondiale della staffetta 4×400 metri a Edmonton 2001.

## Palmarès
| Anno | Manifestazione    | Sede       | Evento      | Risultato  | Prestazione | Note                                    |
| ---- | ----------------- | ---------- | ----------- | ---------- | ----------- | --------------------------------------- |
| 1990 | Mondiali juniores | Plovdiv    | 400 m piani | Semifinale | 53"46       |                                         |
| 1990 | Mondiali juniores | Plovdiv    | 4×400 m     | Argento    | 3'31"09     |                                         |
| 1991 | Campionati CAC    | Xalapa     | 400 m piani | Argento    | 53"39       |                                         |
| 1992 | Mondiali juniores | Seul       | 400 m piani | Semifinale | 53"91       |                                         |
| 1992 | Mondiali juniores | Seul       | 4×400 m     | Argento    | 3'32"68     |                                         |
| 1992 | Giochi olimpici   | Barcellona | 4×400 m     | 5ª         | 3'25"68     |                                         |
| 1996 | Giochi olimpici   | Atlanta    | 400 m hs    | Batteria   | 56"21       |                                         |
| 2000 | Giochi olimpici   | Sydney     | 400 m hs    | Semifinale | 55"78       |                                         |
| 2000 | Giochi olimpici   | Sydney     | 4×400 m     | Argento    | 3'23"25     |                                         |
| 2001 | Mondiali indoor   | Lisbona    | 400 m piani | Batteria   | 53"82       |                                         |
| 2001 | Mondiali indoor   | Lisbona    | 4×400 m     | Argento    | 3'30"79     |                                         |
| 2001 | Mondiali          | Edmonton   | 4×400 m     | Oro        | 3'20"65     | Miglior prestazione mondiale stagionale |
| 2003 | Mondiali indoor   | Birmingham | 4×400 m     | Argento    | 3'31"23     |                                         |